# OpenLaszlo
OpenLaszlo es una plataforma código abierto para el desarrollo y distribución de RIA Rich Internet Applications (Aplicaciones Ricas de Internet). Ha sido publicado bajo la licencia Common Public License, certificada por la Open Source Initiative.
La plataforma OpenLaszlo consiste en el lenguaje de programación LZX y el Servidor OpenLaszlo.

## Despliegue
Las aplicaciones de Laszlo pueden ser desplegadas como tradicionales Java Servlets , que se compilan y regresan al navegador de manera dinámica. Este método requiere que en el servidor web se ejecute el Servidor OpenLaszlo. 
Alternativamente, Las aplicaciones Laszlo pueden compilarse a partir de LZX en HTML dinámico (DHMTL) o en un archivo binario SWF, y cargarse de manera estática en una página web existente. Este método se conoce como despliegue SOLO.

## Licencias
OpenLaszlo se encuentra publicado bajo la Common Public License por Laszlo Systems.

## Versiones
OpenLaszlo 3.x
Soporta Flash Player, versiones 6, 7 y 8.  
OpenLaszlo 4.x
Soporta Flash Player, versioness 7, 8 así como también DHTML.

## Historia del proyecto
OpenLaszlo fue originalmente llamado Laszlo Presentation Server (LPS). El desarrollo del LPS comenzó en el otoño del 2001. Vistas previas de las versiones fueron liberadas para seleccionar socios en el transcurso del 2002, varios de estos fueron usados para desplegar la aplicación Behr paint. El primer lanzamiento general de LPS fue a principios del 2002. 
En octubre de 2004, Laszlo Systems liberó la totalidad de los códigos fuente del Laszlo Presentation Server bajo la licencia de código abierto GPL, y fue puesto en marcha el proyecto OpenLaszlo. En el 2005, coincidiendo con el lanzamiento de la versión 3.0, el nombre del Laszlo Presentation Server se cambió a OpenLaszlo.
Línea de tiempo:
- 2000: Inicio del desarrollo de prototipos
- 2001: Inicio del desarrollo
- 2002: Lanzamiento de vistas previas de LPS; Primer despliegue de una aplicación Laszlo (Behr)
- 2003: Liberado LPS 1.0, 1.1; Aplicaciones desplegadas (Yahoo!, Earthlink)
- 2004: Liberado LPS 2.0, 2.1, 2.2; LPS libera su código
- 2005: Liberado OpenLaszlo 3.0, 3.1; LPS cambia su nombre a OpenLaszlo
- 2006: Liberado OpenLaszlo 3.2, 3.3
- 2007: Liberado OpenLaszlo 4.0

## Nombre
El nombre Laszlo tiene origen Húngaro. Este proyecto fue llamado así por el gato de Peter Andrea, un diseñador gráfico y cofundador de Laszlo Systems. El gato había sido nombrado en honor del artista húngaro del constructivismo, pintor y fotógrafo de la escuela Bauhaus, László Moholy-Nagy.

## Competidores
- jseamless (https://web.archive.org/web/20100812070843/http://jseamless.org/)
- Echo (framework)
- ZK framework